# Sant Antoni de Puigpardines
L'Ermita de Sant Antoni és una obra de la Vall d'en Bas (Garrotxa) protegida com a bé cultural d'interès local.

## Descripció
Es tracta d'una capella d'una sola nau, amb porta de llinda. Té un ull de bou i campanar de cadireta. La teulada és de teula a doble vessant amb el carener perpendicular a la façana.
S'hi celebra un aplec al mes de gener.